# Iara (Cluj)
Iara est une commune de Transylvanie, en Roumanie, dans le județ de Cluj. Elle est composée des villages de Agriș, Săcuieu, Rogojel et Vișagu.

## Démographie
Selon le recensement de 2002, la population totale de la commune était de 4 704 personnes. Sur cette population, 90,68% étaient des Roumains de souche, 6,01% des Roms et 3,16% des Hongrois de souche.

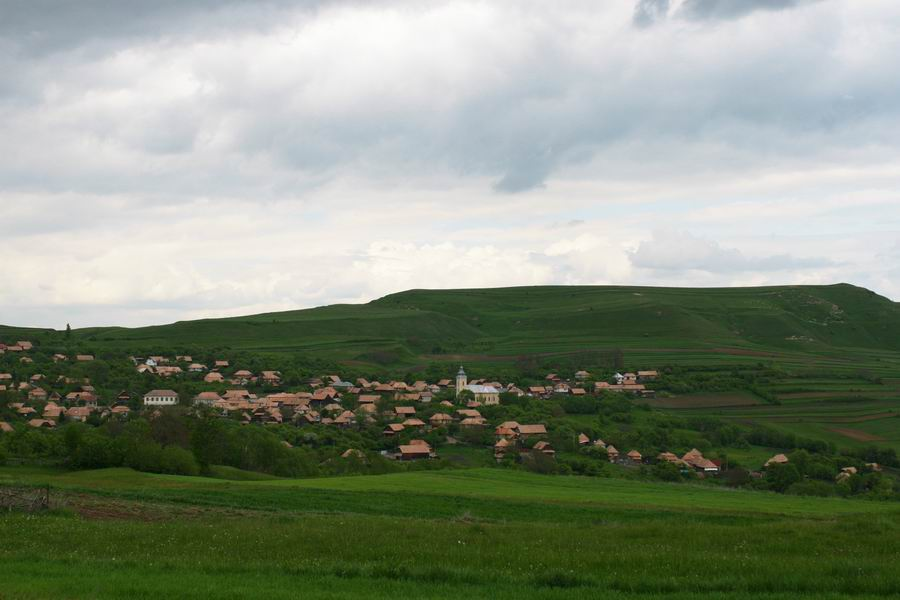
Vue du village d'Agriș